# Паркер, Джон Генри (генерал)
Джон Генри Паркер известный, как «Гатлинг Ган Паркер» (англ. John Henry Parker; 19 сентября 1866, Седейлия, Миссури — 14 октября 1942, Сан-Франциско, Калифорния) — бригадный генерал армии США.

## Биография

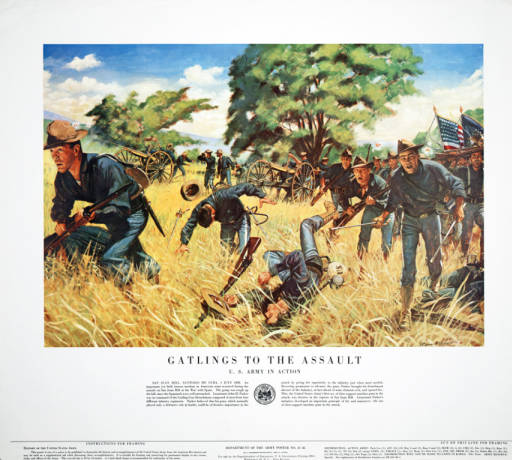
Битва за холм Сан-Хуан

В 1892 году окончил военную академию в Вест Пойнте и начал службу в чине второго лейтенанта в 13-м пехотном полку. Занимался подготовкой солдат пулеметного отряда по использованию оружия.
В 1898 году участвовал в Испано-американской войне. Обратился к командующему экспедиционным корпусом США с просьбой разрешить ему сформировать отряд солдат, оснащённых пулемётами Гатлинга.
Отличился 1 июля 1898 года в сражении за холм Сан-Хуан близ Сантьяго-де-Куба. Движение отряда американцев было затруднено из-за горной местности, где на вершине холма находились хорошо укрепленные испанские позиции. Лейтенант Джон Г. Паркер командовал отрядом пулеметчиков. Паркер полагал, что его оружие, которое обычно играло только оборонительную роль в бою, могло бы иметь решающее значение в атаке, давая огневое превосходство пехоте именно тогда, когда это было наиболее необходимо. Получив разрешение на продвижение пулемётов Гатлинга, Паркер вывел свой отряд в ряд пехоты, фактически опередив его и открыл огонь. Это было первое использование армией Соединенных Штатов пулемётов для непосредственной поддержки в атаке, и имело решающее значение при захвате холма Сан-Хуан. Офицеры и солдаты, которые атаковали испанские окопы на вершине Сан-Хуана, сразу же обратили внимание на результаты вызванные огнём пулемётов Гатлинга. Один из первых офицеров, преодолевших вершину холма Сан-Хуан во время штурма пехоты, заявил, что траншеи на вершине холма уже были заполнены мертвыми и умирающими испанскими стрелками, а открытый грунт за траншеей был покрыт мертвыми и умирающие испанские защитниками, которые были застрелены при попытке бежать от огня пулемётов Гатлинга.
Полковник Теодор Рузвельт вспоминал, как звук пулемётов Гатлинга под командой Джона Г. Паркера поднял настроение его людей.
После окончания войны Паркер продолжал излагать свои теории о тактическом применении пулемётов, особенно в бою. Он был плодовитым писателем, и опубликовал ряд статей, работ и других публикаций в военной прессе. В 1900 году получил звание капитана. В январе 1908 года ему было поручена разработка организационных графиков и правил обучения кадров для пулеметных войск армии США.
Во время Первой мировой войны Паркер, став полковником, неоднократно участвовал в сражениях, начальство неоднократно отмечало его эффективность и храбрость на поле боя. Будучи инструктором Армейской пулемётной школы в Лангре (Франция), Паркер инструктировал военных по использованию пулемета. Не раз награждался орденами и медалями США.
С 1940 года — Бригадный генерал.

## Награды
- Крест «За выдающиеся заслуги»
- Медаль «За выдающуюся службу» (Армия США)
- Серебряная звезда (США)
- Медаль Пурпурное сердце с двумя дубовыми листьями
- Медаль за испанскую кампанию
- Военная кубинская оккупационная медаль
- Медаль за Филиппинскую кампанию
- Медаль за кубинское умиротворение (пасификацию)
- Медаль мексиканской пограничной службы
- Медаль Победы в Первой мировой войне (США)
- Командор Ордена Чёрной звезды
- Офицер Ордена Почётного легиона
- Военный крест (Франция)